# Versailles, les jardins du pouvoir
Versailles, les jardins du pouvoir est un téléfilm documentaire français (57 minutes) réalisé en 2000 par Jean-Paul Fargier, produit par Cinétévé et Arte France, diffusé sur Arte en 2001 dans le Théma Versailles.
Le comédien versaillais Denis Podalydès y entraîne un groupe de touristes dans une visite guidée du jardin du château de Versailles avec à la main un itinéraire rédigé par Louis XIV lui-même.